# ジャックと天空の巨人
『ジャックと天空の巨人』（ジャックとてんくうのきょじん、原題: Jack the Giant Slayer）は、イギリスの童話『ジャックと豆の木』と、民話『巨人退治のジャック』をベースとし、ブライアン・シンガーが監督した2013年のアメリカ合衆国のファンタジー・冒険映画である。
『巨人退治のジャック』を原作とした映画は他に『ジャックと悪魔の国』（1962年）がある。

## ストーリー
ある時、神の声を聞こうとした修道士たちは天まで届く魔法の豆の木を使い天に登るが、そこには巨人の国ガンチュアがあった。巨人たちは下界に降りて略奪と人間狩りを行うが、人間のエリック王は巨人の心臓から王冠を作らせ、王冠の魔力で巨人たちをガンチュアに戻らせ、豆の木を切り倒し国を救った。
1,000年後、エリック王の子孫が治めるクロイスター王国では、巨人の話はエリック王の伝説としておとぎ話になっていた。ある日、小作農家の青年ジャックは馬を売るために城下町を訪れるが、そこで出会った修道士アベルに魔法の豆と引き換えに馬を譲る。その日の雷雨の夜、ジャックの家に1人の女性が雨宿りに訪れる。ジャックは、その女性が城下町で暴漢から助けようとしたイザベル王女だと気付く。2人は冒険の話で意気投合するが、雨水で魔法の豆が濡れてしまい、巨大な豆の木となりイザベルを巻き込んで天に伸びていく。
翌日、イザベルの父ブラムウェル王は、騎士団長エルモントにイザベルの救出を命令し、志願したイザベルの婚約者でブラムウェル王の側近ロデリック卿とジャックと共に救出に向かうが、ガンチュアに到着したエルモントたち騎士は巨人に捕まってしまう。エルモントは巨人の王ファロン将軍の元に突き出され、イザベルと共に尋問を受けるが、そこに巨人を従えたロデリックが現れる。ロデリックは王家の墓地から盗み出したエリック王の王冠の魔力を使い、巨人たちを利用して人間世界を征服しようと画策する。ジャックに助け出されたイザベルはガンチュアを脱出し、エルモントは王冠を奪い返すため残った。一方、ガンチュアから墜落死した巨人を見たブラムウェル王は、国を守るため豆の木を切り倒せと命令する。エルモントは巨人を率いて来たロデリックを殺害するが、王冠をファロンに奪われてしまい、切り倒された豆の木に飛び乗り脱出する。
しかし、ファロンたちはロデリックの遺体から魔法の豆を見つけ出し、豆の木を使いクロイスター王国に乗り込む。ジャックたちは城に逃げ込み、堀に火を付け籠城し、ファロンは堀の中に落ちてしまう。巨人たちはファムの指揮で城門を討ち破ろうと騎士団と対峙し、ジャックとイザベルは周辺国に危機を知らせるため塔に向かう。そこに、地下水道から城内に侵入したファロンに出くわし捕まってしまう。ジャックはファロンに飲み込まれる直前に、隠し持っていた魔法の豆をファロンに飲み込ませ、ファロンは豆の木に巻き込まれ死んでしまう。ファロンからエリック王の王冠を取り戻したジャックは巨人たちをガンチュアに戻らせ、豆の木を切り倒させ国を救う。ジャックはイザベルと結婚し、巨人たちとの戦いは新しいおとぎ話となり、エリック王の王冠は新しい王冠に作り直され、長い時代を経てロンドン塔に保管される。

## キャスト
※括弧内は日本語吹替
人間
- ジャック - ニコラス・ホルト[4]（ウエンツ瑛士[5]）
- イザベル姫 - エレノア・トムリンソン[6]（平愛梨[5]）
- エルモント - ユアン・マクレガー[7]（森川智之）
- ロデリック卿 - スタンリー・トゥッチ[8]（内田直哉）
- クロウ - エディ・マーサン[9]（咲野俊介）
- ウィック - ユエン・ブレムナー（檀臣幸）
- ブラムウェル王 - イアン・マクシェーン[10]（佐々木勝彦）

巨人
- ファロン将軍 - ビル・ナイ[8]（ゴリ（ガレッジセール）[5]）
- ファロン将軍（小さい方の頭） - ジョン・カーサー[8]（佐藤せつじ）
- フィー - コーネル・ジョン（真栄田賢（スリムクラブ）[11]）
- ファイ - アンドリュー・ブルック（千原せいじ（千原兄弟）[11]）
- フォー - アンガス・バーネット（博多華丸（博多華丸・大吉）[11]）
- ファム - ベン・ダニエルズ（山里亮太（南海キャンディーズ）[11]）

## 製作

### 企画
2009年1月、ニュー・ライン・シネマはジャックと豆の木伝説のアダルト・ルックと説明された『Jack the Giant Killer』の監督にD・J・カルーソーを雇った。脚本はダレン・レムケが執筆し、マーク・ボンバックが書き直した。2009年8月、カルーソーに代わってブライアン・シンガーが監督するかもしれないと報じられ、2009年9月に公式発表された。
2010年4月、シンガーは脚本書き直しのためにクリストファー・マッカリーを呼んだ。シンガーとマッカリーのコラボレーションは『パブリック・アクセス』、『ユージュアル・サスペクツ』、『ゴールデンボーイ』、『ワルキューレ』以来である。
2010年5月、製作開始は2011年2月に延期されたことが報じられた。報道によると、シンガーは実際に俳優に演じさせてデジタルの巨人を作り上げることに興味を持ち、その複雑なプロセスに多くの時間を必要とするためである。

### プリプロダクション
2010年10月、ニュー・ラインはブライアン・シンガーにプリプロダクション開始許可を与え、次春製作開始のスケジュールが組まれた。2010年11月、シンガーは主演の男優及び女優へのスクリーン・テストを行った。アーロン・ジョンソン、ニコラス・ホルト、アノイリン・バーナードが若い農夫役、アデレイド・ケイン、リリー・コリンズ、ジュノー・テンプルが王女役のテストを受けた。
2011年2月、スタンリー・トゥッチが悪役に決まったことが報じられた。他に新たにビル・ナイとジョン・カーサーの参加も報じられた。また同月にニコラス・ホルトが主役にオファーされた。シンガーは『Skins』の頃からホルトを気に入っており、『X-MEN:ファースト・ジェネレーション』でもキャスティングに協力していた。さらに同月、ユアン・マクレガーもキャストに加わった。
2011年3月、エレノア・トムリンソンが王女役にキャスティングされた。また同月、イアン・マクシェーンが王役に決まった。その2日後、ニュー・ラインとワーナー・ブラザースは2012年6月15日公開を発表した。

### 撮影

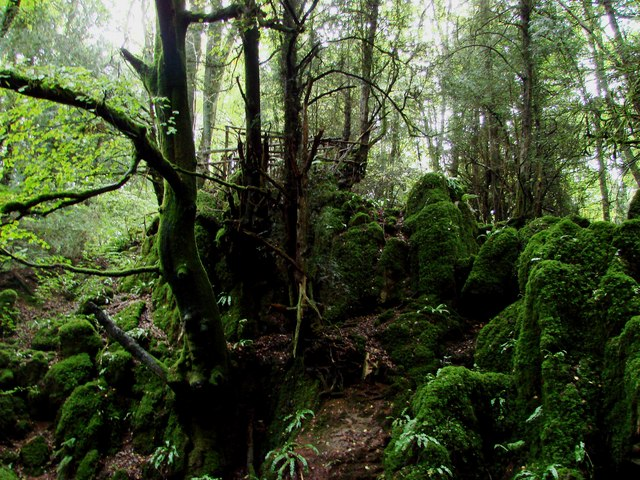
撮影に使われたパズルウッド。

主要撮影は2011年4月12日にグレートブリテン島の田舎で開始された。2011年5月、製作はサマセットに移り、ウェルズ、チェダーなどで行われた。また5月、グロスタシャーコールフォード付近のディーンの森のパズルウッドで撮影された。パズルウッドの珍しい木や岩は以前にテレビドラマ『ドクター・フー』や『魔術師 MERLIN』でも使われた。また同森はJ・R・R・トールキンが『ホビットの冒険』を執筆する際に影響を与えた。同月末、撮影はノリッジのノリッジ大聖堂で行われた。

### ポストプロダクション
2012年1月、ワーナー・ブラザースは公開日を9ヶ月遅れの2013年3月22日に変更した。『ハリウッド・リポーター』は、「ワーナーは7月公開予定のクリストファー・ノーランの『ダークナイト ライジング』により変更する余裕が出来た。またこれにより、特殊効果のために時間を費やし、さらにクリスマス公開予定のピーター・ジャクソンの『ホビット 思いがけない冒険』に予告編を付ける機会を得た」と分析した。2012年10月、ワーナー・ブラザースは公開日を3週間前倒した2013年3月1日に再変更した。またタイトルも『Jack the Giant Slayer』に変更された。

## テレビ放送
| 回数 | テレビ局   | 番組名（放送枠名） | 放送日        | 放送時間      | 放送分数 | 視聴率 |
| ---- | ---------- | ------------------ | ------------- | ------------- | -------- | ------ |
| 1    | 日本テレビ | 金曜ロードSHOW!    | 2016年1月29日 | 21:00 - 22:54 | 114分    | 10.9%  |
| 2    | フジテレビ | 土曜プレミアム     | 2018年10月6日 | 21:00 - 23:10 | 130分    |        |

- 視聴率はビデオリサーチ調べ、関東地区・世帯・リアルタイム。